# 誠明学園
誠明学園（せいめいがくえん）は、東京都青梅市新町にある児童自立支援施設。東京都福祉保健局が運営する。

## 概要
不良行為をした、またはするおそれのある児童のほか､ 環境上の理由により生活指導等を必要とする児童を入所させ､ 児童の自立を支援し、あわせて退所した者について相談援助を行うことが目的の施設である。

## 歴史
- 1933年 - 東京府感化院として神奈川県茅ヶ崎市に開院。
- 1934年 - 東京府西多摩郡福生村（現・東京都福生市）に移転。
- 1943年 - 東京都制施行に伴い、東京都立少年教護院となる。
- 1947年 - 西多摩郡霞村の富岡光学器械製作所跡地（現在地）に移転。
- 2002年 - 構内に青梅市立東小学校と青梅市立東中学校が開校。

## 将来の計画
青梅市は東京都立文化会館を同敷地内に誘致することを計画している。

## 著名な出身生
- 梶原一騎（漫画原作者）

## 周辺
周辺には住宅街と西東京工業団地が広がる。近隣にはわかぐさ公園などの公共施設も多い。

## アクセス
- C4 首都圏中央連絡自動車道 青梅IC
- JR青梅線 小作駅